# Rotreiß
Rotreiß ist der Flurname einer Erhebung auf der Schwäbischen Alb am Westrand der Gemarkung von Ittenhausen, einem Teilort von Langenenslingen im Landkreis Biberach. Dort befindet sich die mit 800,8 m ü. NHN höchste Erhebung des Kreisgebiets.

## Lage
Nördlich von Rotreiß verläuft die Landstraße 275 von Ittenhausen nach Gammertingen über den Weiler Pistre. Südlich des Rotreises läuft die aus dem Landkreis Sigmaringen kommende Kreisstraße 8201 (Sigmaringer Seite) bzw. K7550 (Biberacher Seite). Die am westlichen Ende des Landschaftsschutzgebietes Riedlinger Alb liegende Flur grenzt an den Naturpark Obere Donau.

## Beschreibung

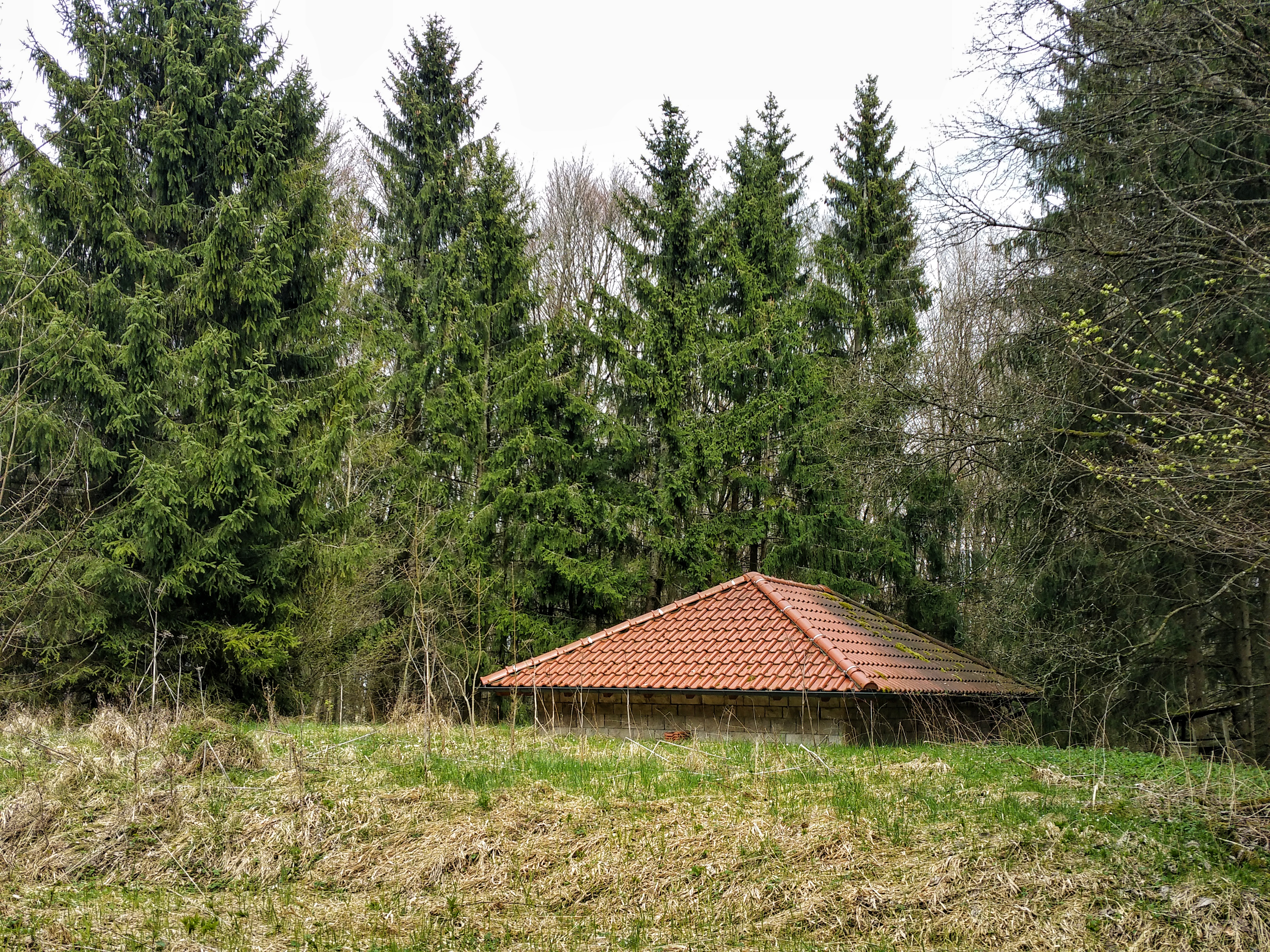
Höchster Punkt des Rotreiß

Die die unmittelbare Umgebung im Osten um bis zu 50 Meter überragende Erhebung liegt im Waldgürtel am Westrand der Ittenhausener Gemarkung zu der von Inneringen, das zur Stadt Hettingen im Nachbar-Landkreis Sigmaringen gehört. Auf der wenig Ausblick bietenden Waldkuppe steht am Rand einer winzigen Lichtung ein Wasserreservoir. Westwärts setzt sich von ihr aus ein unbekannter Höhenrücken mit einer ziemlich einheitlichen Kammhöhe über Wald und dann Felder weit ins Inneringer Gebiet fort.